# BMW N54
N54 — турбированный рядный шестицилиндровый бензиновый двигатель с системой непосредственного впрыска топлива с двумя турбинами производства компании BMW. Впервые появился в 2006 году. Устанавливался на купе 3 серии в кузове E92. Позже стал применяться и в других моделях BMW. 
N54 стал для BMW первым серийным двигателем с турбонаддувом (после модели 745i E23 1979 года). Двигатель дебютировал в 2006 году на Женевском автосалоне, а в 2007 и 2008 годах стал «Двигателем года» в соревнованиях «International Engine of the Year».

## Характеристики
| Двигатель | Объём            | Мощность                  | Момент              | Красная зона | Год  |
| --------- | ---------------- | ------------------------- | ------------------- | ------------ | ---- |
| N54B30    | 3.0 л (2979 см³) | 225 кВт (306 л.с.) @ 5800 | 400 Н·м @ 1300-5000 | 7000 об/мин  | 2006 |
| N54B30    | 3.0 л (2979 см³) | 243 кВт(326 л.с.) @ 5800  | 450 Н·м @ 1500-4500 | 7000 об/мин  | 2008 |

## Примечание
1. ↑  Paul Tan. New BMW 7-Series F01 Specifications and Photos. Paul Tan's Automotive News (5 июля 2008). Дата обращения: 8 июля 2008. Архивировано из оригинала 27 июля 2012 года.